# Nicolas Jean de Dieu Soult
Nicolas Jean-de-Dieu Soult (29 de março de 1769, Tarn – 26 de novembro de 1851) foi um general e estadista francês, nomeado Marechal do Império em 1804 e muitas vezes chamado de Marechal Soult. Soult foi um dos únicos seis oficiais na história francesa a receber a distinção de Marechal Geral da França. O duque também serviu três vezes como presidente do Conselho de Ministros, ou primeiro-ministro da França.

## Carreira
Soult desempenhou um papel fundamental como comandante de corpo em muitas das campanhas de Napoleão, principalmente em Austerlitz, onde seu corpo fez o ataque decisivo que venceu a batalha. Mais tarde, as intrigas de Soult na Guerra Peninsular enquanto ocupava Portugal valeram-lhe o apelido de "Rei Nicolau", e enquanto era governador militar de Napoleão da Andaluzia, Soult saqueou 1,5 milhão de francos em arte. Um historiador o chamou de "um saqueador de classe mundial". Ele foi derrotado em suas últimas ofensivas na Espanha na Batalha dos Pirenéus (Sorauren) e pelos espanhóis de Freire em San Marcial. Soult acabou sendo perseguido fora da Espanha e em solo francês, onde foi manobrado para fora de várias posições em Nivelle, Nive e Orthez, antes da Batalha de Toulouse.

Soult também foi responsável pela criação da Legião Estrangeira Francesa em 9 de março de 1831.